# Gry Bay
Gry Wernberg Bay (Frederiksberg, 15 agosto 1974) è un'attrice e cantante danese.
Tra i film più noti in cui ha recitato ricordiamo All About Anna (2005).

## Filmografia parziale
- Dr. Monika Lindt - Kinderärztin, Geliebte, Mutte - serie TV, 1 episodio (1996)
- Hosenflattern, regia di Erich Neureuther - film TV (1998)
- Slim Slam Slum, regia di Jorge e Marcelino Ballarin (2002)
- Last Exit, regia di David Noel Bourke (2003)
- All About Anna, regia di Jessica Nilsson (2005)
- Grønne hjerter, regia di Preben Lorentzen (2006)